# Slepci vode slepce
Slepci vode slepce je metafora korišćena od drevnih vremena kao kritika “slepim“ vođama i onima koji ih slede. Ova izreka je u antici imala poslovični status.
Koristili su je veliki duhovni učitelji, poput Bude i Isusa, za kritiku religijskih vođa svoga vremena.

## Izreka

### Buda
Sidarta Gotama je ovom izrekom kritikovao brahmane, hinduističke sveštenike svoga vremena.
U poznatoj budističkoj Ćanki sutti, mladi braman pita Budu za mišljenje o bramanskoj veri: „Šta kaže gospodin Gotama o svetim himnama starih brahmana koje se predajom prenose sa kolena na koleno, a o kojima brahmani imaju jednodušno mišljenje: `Samo je ovo istina, a sve ostalo je zabluda`?“ Buda mu odgovara kontrapitanjem, imali među sveštenicima ikog ko može reći da tu istinu zna i neposredno uviđa? Đanki odgovara da nema. Tada ga Buda pita ima li neko od njihovih učitelja, sve do sedmog pokoljenja ko može reći da istinu zna i neposredno uviđa? Đanki ponovo odgovara odrično. Na kraju ga Buda pita jesu li bar prvobitni autori tih himni tvrdili da neposredno znaju i uviđaju istinu, na šta Đanki opet odgovara odrično. Tada Buda daje svoju čuvenu repliku:
Nakon ovoga, Buda zaključuje da je brahmanska vjera bez osnova.

### Isus
Jevanđelje prenose da je Isus iz Nazareta ovom izrekom kritikovao fariseje, judaističke verske vođe vremena:
Ova Isusova izreka je zabeležena na više mesta, kako u kanonskim tako i nekanonskim jevanđeljima. Pored ovoga, Isus je kritikovao svetovne i verske vođe svoga vremena i čuvenim izrazom "Teško vama licemeri!"

### Upanišade
Slična metafora se pojavljuje u Upanišadama, iako se ona ne odnosi na kritiku slepih vođa već na kritiku neznalica uopšte:

## Tumačenja
Razgovarajući sa mladim bramanom Kapatikom, Buda ukazuje da je neopravdano oslanjati se samo na tradiciju. Ispostavlja se da nijedan od sveštenika koji veru poklanjaju Vedama, smatrajući to apsolutnom istinom, ne može za sebe da kaže da je lično video i iskusio tu istinu. To ne mogu da kažu bramani koji razgovaraju sa Budom, to ne mogu da kažu ni njihovi učitelji unazad sve do sedmog kolena, pa čak to ne mogu da kažu ni prvi mudraci koji su sastavili Vede, jer i oni su bili samo medijum kroz koji se božanska sila manifestovala. Pošto niko od njih nije uvideo neposredno i lično, oni Budi liče na dugu povorku slepaca koji se pridržavaju jedan za drugoga, gde svako misli da onaj ispred njega zna kuda ga vodi. Kada njegov mladi sagovornik posegne za drugim argumentom – usmenom predajom, slično kao u Govoru Kalamama, Buda navodi pet kriterijuma na osnovu kojih ljudi misle da je nešto istina, iako ti kriterijumi ništa ne dokazuju. To su vera, lična naklonost, predaja, zdravorazumsko zaključivanje i deduktivno zaključivanje. Svaki od tih kriterijuma je nepouzdan, jer ono čemu ljudi poklanjaju poverenje ne mora biti u skladu sa istinom. Nasuprot tome, nešto prema čemu nemaju poverenja može biti istinito. Takođe, pošavši od neke premise i sledeći logiku, filozof može izgraditi čitav sistem, koji izgleda savršeno logično i pouzdano, njegovi savremenici ga smatraju neupitnim, a ipak se možda već u narednoj generaciji pojavi drugi mislilac koji dovede u pitanje polaznu premisu i opovrgne ceo sistem.